# Roisin Conaty

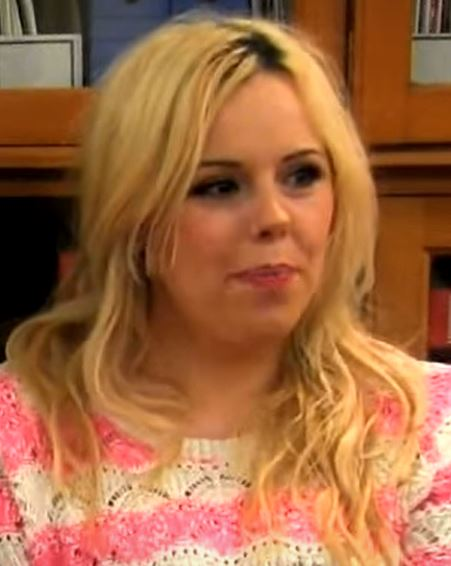
Roisin Conaty (2012)

Roisin Marcella Conaty (* 26. März 1979 in Camden, London) ist eine britische Schauspielerin, Komikerin und Autorin.

## Leben und Karriere
Conatys Eltern stammten aus Irland und lernten sich in London kennen. Roisin Conaty wurde 1979 in Camden, London (England) geboren. Sie wuchs dort mit ihren Eltern und einer jüngeren Schwester auf. Ihre Ferien verbrachte Conaty als Kind oft in Irland, sodass sie sich stark mit dem Heimatland ihrer Eltern verbunden fühlte. Bereits in der Schule interessierte sich Conaty für die Schauspielkunst. Theaterwissenschaft war eines ihrer A-Level Fächer. Allerdings glaubte sie damals noch nicht daran, als Schauspielerin erfolgreich sein zu können. Später besuchte sie die Middlesex-Universität, um dort Film zu studieren. Als ihr Vater im Alter von 52 Jahren unerwartet verstarb, brach Conaty das Studium ab. Mit 24 Jahren hatte Conaty ihre ersten Auftritte als Komikerin. Sie hatte schon lange ihre eigenen Texte geschrieben, als eine ihrer Freundinnen sie zu einem Stand-up-Comedy-Auftritt in dem Londoner Pub The King's Head überredete. Dieser Auftritt bereitete Conaty so viel Freude, dass sie beschloss sich einer Karriere als Komikerin zu widmen. Sie konnte jedoch zunächst keine größeren Erfolge verbuchen. Direkt nach der Rückkehr aus ihrem Las-Vegas-Urlaub zu ihrem 30. Geburtstag schrieb sie ihre Show Hero, Warrior, Fireman, Liar. Für diese erhielt sie 2010 den Best Newcomer Award des Edinburgh Festivals. Es folgten mehrere Auftritte als Komikerin in diversen Fernsehshows. 2013 erhielt sie ihre erste Hauptrolle als Schauspielerin in der Sitcom Man Down. Wenig später schrieb und produzierte Conaty die britische Comedy-Fernsehserie GameFace, in der sie die Hauptrolle der Marcella spielte. Der Name Marcella beruht auf Conatys zweitem Vornamen. Conaty erklärte, dass dieses zeigen würde, dass die Serie zwar irgendwie mit ihr zusammen hänge, aber nicht vollständig von ihr handele. (Zitat: It gives enough separation to make the show kind of about me but not me in full.)

## Filmografie

### Als Darstellerin
- 2013–2017: Man Down (Fernsehserie, 26 Folgen)
- 2014–2019: GameFace (Fernsehserie, 12 Folgen und ein Film)
- 2015: Let’s Play Darts for Comic Relief (Fernsehserie)
- 2016: David Brent: Life on the Road
- 2019–2020: After Life (Fernsehserie)

#### Als Komikerin/sie selbst (Auswahl)
- 2010: The Angina Monologues (Fernsehfilm)
- 2011–2018: Have I Got News for You (Fernsehserie, 8 Folgen)
- 2013: The Brit List (Fernsehserie, 2 Folgen)
- 2013–2016: 8 Out of 10 Cats (Fernsehserie, 8 Folgen)
- 2014: Sweat the Small Stuff (Fernsehserie, 2 Folgen)
- 2014–2018: Room 101  (Fernsehserie, 2 Folgen)
- 2014–2018: The Great British Bake Off: An Extra Slice (Fernsehserie, 5 Folgen)
- 2014–2018: 8 Out of 10 Cats Does Countdown (Fernsehserie, 15 Folgen)
- 2015: Taskmaster (Fernsehserie, 1. Staffel)
- 2015: Very British Problems (Fernsehserie, 3 Folgen)
- 2016–2017: Duck Quacks Don't Echo (Fernsehserie, 8 Folgen)
- 2016–2018: The Last Leg (Fernsehserie, 4 Folgen)

### Als Autorin
- 2014: Impractical Jokers (Fernsehserie, 6 Folgen)
- 2014–2019: GameFace (Fernsehserie, 12 Folgen und ein Film)